# 戦時反逆
戦時反逆（せんじはんぎゃく、英: war treason, 仏: trahison de guerre, 独:Kriegsverrat）とは、交戦権力下地域において非交戦者が行う利敵行為を意味する。
戦争犯罪として処罰される行為ではあるが交戦法規違反ではない。
戦時国際法では敵軍に対し戦時反逆を利用する権利を与えている。

## 対象者
私人（中立国を含む）及び仮装した軍人が対象となる。敵国の私人が行う武力による敵対行為は交戦法規違反を構成し、戦時反逆からは除かれるという説もある。
戦時反逆罪は戦争法規を犯して敵対行為を働く罪であり、戦時重罪犯、戦時刑法犯として国際法の保護の対象とされない。敵国軍人や占領地住民の違法な敵対行為は戦時反逆罪として軍の処分に委ねられ、軍法会議にかけることなく、軍が自ら定立した刑罰法規で処断し得る（軍律）。軍律及び軍律会議は国際慣習法上認められて来たものでありハーグ陸戦法規第三款42条以下は占領地における軍律・軍律会議を認めたと解されている。軍律や軍律会議は軍事行動であり戦争行為に含まれる。

## 対象行為
一般的には次のような行為が対象となる。
- 敵に対する情報の供用
- 通信の伝達
- 金銭・物品・労力の任意の提供
- 軍人に対する逃走・降服・スパイ行為の勧誘と賄賂の提供
- 軍・軍人に対する陰謀
- 軍用交通機関・軍用資材の破壊

## 対象とならない行為
戦地にある軍隊の傷者及び病者の状態の改善に関する千九百四十九年八月十二日のジュネーヴ条約などにより、以下の行為は反逆行為その他の罪に問うことができないものとされている。
- 占領地、自国を問わず、敵国民、敵国軍人の傷病者を保護、治療、看護すること。